# Viacom Productions
Viacom Productions (anteriormente Viacom Enterprises) fue el brazo de producción de televisión de Viacom International. La división estuvo activa desde 1974 hasta 2004, cuando la compañía se incorporó a Paramount Network Television 10 años después de la adquisición de Paramount Pictures por parte de Viacom. Se cerró el 15 de junio de 2004 y llevó a Perry Simon a mudarse a Paramount Pictures por un contrato de producción.

## Historia
El primer programa de televisión en horario estelar producido por Viacom Productions para la cadena ABC fue The MacKenzies of Paradise Cove. El estudio tenía contratos de desarrollo con escritores y productores independientes. El estudio hizo tratos importantes en 1977, cuando Roland Kibee y Dean Hargrove dejaron Universal por Viacom.
En 1984, Thomas D. Tannenbaum fue nombrado presidente del estudio. En 1985, los ex productores de Three's Company, Martin Rips y Joseph Staretski, firmaron un contrato exclusivo de primera vista de tres años con Viacom Productions para desarrollar series de televisión.
En 1989, Glen Larson llegó a un acuerdo con el estudio para producir espectáculos, pero nunca llegó a buen término. En 1991, Viacom Enterprises firmó con That Guys International un acuerdo de desarrollo y producción. Cuando Viacom Enterprises, la rama sindicada se incorporó a Paramount Domestic Television, Paramount mantuvo la marca Viacom Productions durante los siguientes 10 años. El primer éxito se produjo después de la adquisición de Sabrina, the Teenage Witch , un programa que ABC emitió entre 1996 a 2000, seguido de The WB entre 2000 a 2003.
El 20 de marzo de 1997, Viacom firmó un acuerdo con Parachute Entertainment para llevar la serie de libros Fear a la televisión. El 31 de octubre de 1997, Diane Frolov y Andrew Schneider firmaron un contrato con el estudio para desarrollar tales proyectos. El 16 de enero de 2001, los escritores y productores Jon Beckerman y Rob Burnett llegaron a un acuerdo general con el estudio.
El 2 de diciembre de 2002, los productores Gina Matthews y Grant Scharbo firmaron un contrato con el estudio a través de Matthews/Scharbo Productions.

## Viacom Pictures
De 1991 a 1995, Viacom Productions produjo algunas películas para cine y televisión bajo la marca Viacom Pictures. Las películas notables de Viacom Pictures incluyen Taking the Heat Scam, Keeper of the City, The Fear Inside, Nails, Payoff, Sabrina the Teenage Witch, White Mile, entre otras. Viacom Pictures cerró un año después de que su empresa matriz adquiriera Paramount Communications, los propietarios de Paramount Pictures.

## Programas producidos por Viacom Productions
| Título                                                 | Año de emisión | Cadena original                     | Notas |
| ------------------------------------------------------ | -------------- | ----------------------------------- | --- |
| The New Adventures of Mighty Mouse and Heckle & Jeckle | 1979–1981      | CBS                                 | coproducción con Filmation |
| Dear Detective                                         | 1979           | CBS                                 | coproducción con Kibee-Hargrove Productions |
| The Devlin Connection                                  | 1982           | NBC                                 | |
| Amanda's                                               | 1983           | ABC                                 | |
| The Master                                             | 1984           | NBC                                 | |
| Easy Street                                            | 1986–1987      | NBC                                 | |
| Matlock                                                | 1986–1995      | NBC/ABC                             | coproducción por The Fred Silverman Company, Intermedia Entertainment Company (temporada 1) y Dean Hargrove Productions y Strathmore Productions (1–2; 9 temporada) |
| Frank's Place                                          | 1987–1988      | CBS                                 | |
| Mighty Mouse: The New Adventures                       | 1987–1988      | CBS                                 | coproducción con Bakshi-Hyde Ventures |
| Jake and the Fatman                                    | 1987–1992      | CBS                                 | coproducción por The Fred Siverman Company , Dean Hargrove Productions y Strathmore Productions (temporada 1)                                                       |
| Father Dowling Mysteries                               | 1987–1991      | NBC/ABC                             | coproducción con The Fred Silverman Company y Dean Hargrove Productions                                                                                             |
| Flying Blind                                           | 1992–1993      | FOX                                 | |
| Key West                                               | 1993           | FOX                                 | |
| Diagnosis: Murde                                       | 1993–2001      | CBS                                 | coproducción con The Fred Silverman Company y Dean Hargrove Productions                                                                                             |
| Deadly Games                                           | 1995–1997      | UPN                                 | |
| Townies                                                | 1996           | ABC                                 | |
| The Adventures of Corduroy                             | 1996–1997      | coproducción con Graz Entertainment | Sindicación |
| Sabrina, the Teenage Witch                             | 1996–2003      | ABC/The WB                          | Archie Comics, Hartbreak Films, y Finishing the Hat Productions (temporada 1)                                                                                       |
| The Hoop Life                                          | 1999–2000      | Showtime                            | |
| The Beat                                               | 2000           | UPN                                 | |
| Ed                                                     | 2000–2004      | NBC                                 | NBC Productions and Worldwide Pants |
| The Division                                           | 2001–2004      | Lifetime                            | coproducción con Kedzie Productions |
| Baby Bob                                               | 2002–2003      | CBS                                 | |
| Jake 2.0                                               | 2003–2004      | UPN                                 | |
| Los 4400                                               | 2004–2007      | USA Network                         | segunda temporada por Paramount Network Television, después de dos temporadas por CBS Paramount Network Television                                                  |